# 韵达速递
韵达快递，全称上海韵达速递（物流）有限公司，是中国大陆一家民营快递企业，成立于1998年8月。主要经营中国大陆内的快递业务。是中国大陆主流快递公司“三通一达”中的“达”。

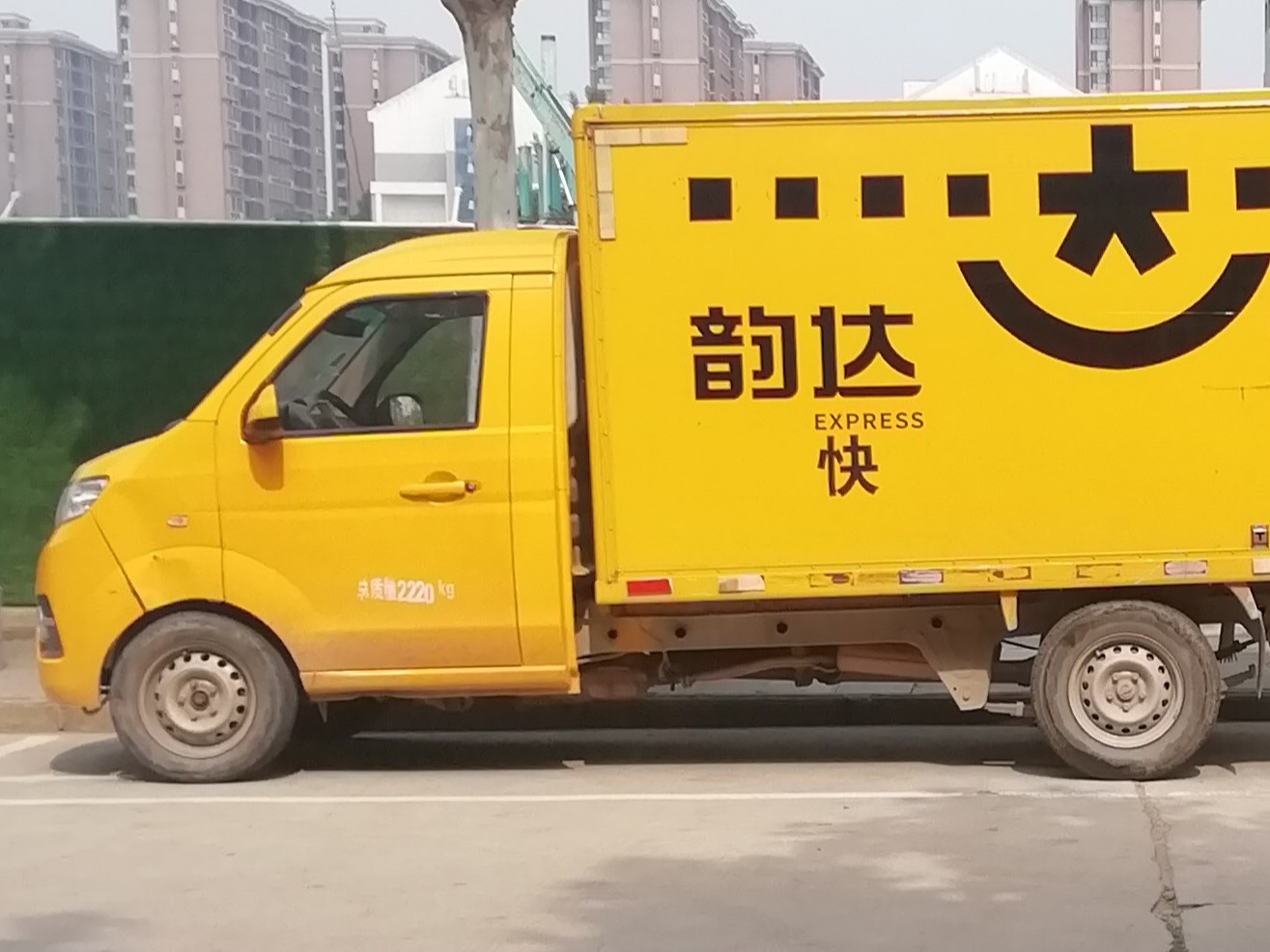
韵达的一辆快递车

2015年2月，韵达速递宣布，旗下跨境电子商务平台优递爱网上购物商城已正式上线。2018年双十一前，中通快递、韵达快递、圆通快递涨价。
2020年1月15日，多家快递公司相继表态“春节不打烊”，同时提醒“快递时效将受影响”，韵达、顺丰则明确将涨价。
2022年4月中旬，山西省太原市、运城市发现多例与该快递企业有关的新冠肺炎聚集性疫情。
2022年5月，北京市房山区韵达快递长阳分中心发现本土2019冠状病毒病聚集性疫情，截至5月14日关联病例已达15例。
2024年4月1日，央视《焦点访谈》报道，韵达速递位于浙江省义乌市的营业点出现倒卖退件快递的情况。翌日，国家邮政局市场监管司就此事约谈韵达快递上海总部，要求严格落实对所属服务网络的统一管理责任，并要求其就節目報道的问题配合相关部门调查。
2025年3月14日，央視《焦点访谈》節目報道，利用快遞郵寄帶二維碼的「中獎刮刮卡片」，有人掃碼後落入刷單詐騙圈套，被騙十幾萬甚至數十萬元。其中涉及韻達快遞在西安市的站點發出。五天後，国家邮政局公佈对上海韵达货运有限公司进行立案调查。